# Watseka (Illinois)
Watseka je grad u američkoj saveznoj državi Ilinois. Prema popisu stanovništva iz 2010. u njemu je živjelo 5.255 stanovnika.